# Lucas Mazur
Pour les articles homonymes, voir Mazur.
Lucas Mazur, né le 18 novembre 1997 à Saint-Jean-de-Braye (Loiret), est un joueur de badminton handisport français. 

## Situation personnelle

### Origines
Lucas Simon Enzo Mazur naît le 18 novembre 1997 à Saint-Jean-de-Braye, dans le département français du Loiret.

### Vie privée
Il est victime d'une malformation de la cheville dans sa jeunesse à la suite d'un AVC.

## Carrière sportive
Passé par le football et le rugby, il trouve sa place dans le para badminton, dans la catégorie des SL4. (joueurs uniquement affectés d'un handicap d'un membre inférieur et jouant debout).
En décembre 2016, il est élu joueur handisport international de l'année 2016 lors d'une cérémonie organisée à Dubaï en marge de la finale du circuit Superseries. En 2017, il remporte un titre mondial lors des championnats du monde à Ulsan en Corée du Sud.
En 2021, lors des Jeux paralympiques de Tokyo, il est médaillé d'or en simple et médaillé d'argent en double mixte avec Faustine Noël.
Aux Jeux paralympiques de 2024 à Paris, il conserve son titre en simple debout SL4 et est également médaillé de bronze en double mixte avec Faustine Noël,.

## Palmarès

### Jeux paralympiques
| Année | Lieu  | Place | Tableau(x)                                       |
| ----- | ----- | ----- | ------------------------------------------------ |
| 2021  | Tokyo | 1er   | Simple debout - SL4                              |
| 2021  | Tokyo | 2e    | Double debout mixte - SL3-SU5 avec Faustine Noël |
| 2024  | Paris | 1er   | Simple debout - SL4                              |
| 2024  | Paris | 3e    | Double debout mixte - SL3-SU5 avec Faustine Noël |

### Championnats du monde
| Année | Lieu             | Place | Tableau(x)                                    |
| ----- | ---------------- | ----- | --------------------------------------------- |
| 2015  | Stoke Mandeville | 2e    | Simple homme                                  |
| 2017  | Ulsan            | 1er   | Simple homme                                  |
| 2019  | Bâle             | 1er   | Simple homme SL4                              |
| 2022  | Tokyo            | 1er   | Simple homme SL4                              |
| 2022  | Tokyo            | 3e    | Double debout mixte - SL3-SU5 - Faustine Noël |
| 2024  | Pattaya          | 3e    | Simple homme SL4                              |

### Championnats d'Europe
| Année | Lieu   | Place | Épreuve                         |
| ----- | ------ | ----- | ------------------------------- |
| 2014  | Murcie | 1er   | Simple hommes                   |
| 2014  | Murcie | 3e    | Double hommes - Geoffrey Byzery |
| 2016  | Beek   | 1er   | Simple hommes                   |
| 2016  | Beek   | 1er   | Double hommes - Mathieu Thomas  |
| 2016  | Beek   | 1er   | Double mixte - Faustine Noël    |
| 2018  | Rodez  | 1er   | Simple hommes                   |
| 2018  | Rodez  | 1er   | Double mixte - Faustine Noël    |
| 2018  | Rodez  | 2e    | Double hommes - Meril Loquette  |

## Distinctions

### Décorations françaises
- Chevalier de la Légion d'honneur, le 8 septembre 2021[6].
- Officier de l'ordre national du Mérite (2024)[7]